# The Broken Violin
The Broken Violin er en amerikansk stumfilm fra 1923 af John Francis Dillon.

## Medvirkende
- Dorothy Mackaill som Constance Morley
- Reed Howes som John Ellsworth
- Zena Keefe
- Warren Cook som Thomas Kitterly
- Joseph Blake som Jeremy Ellsworth
- Henry Sedley som James Gault